# Leo Brouwer

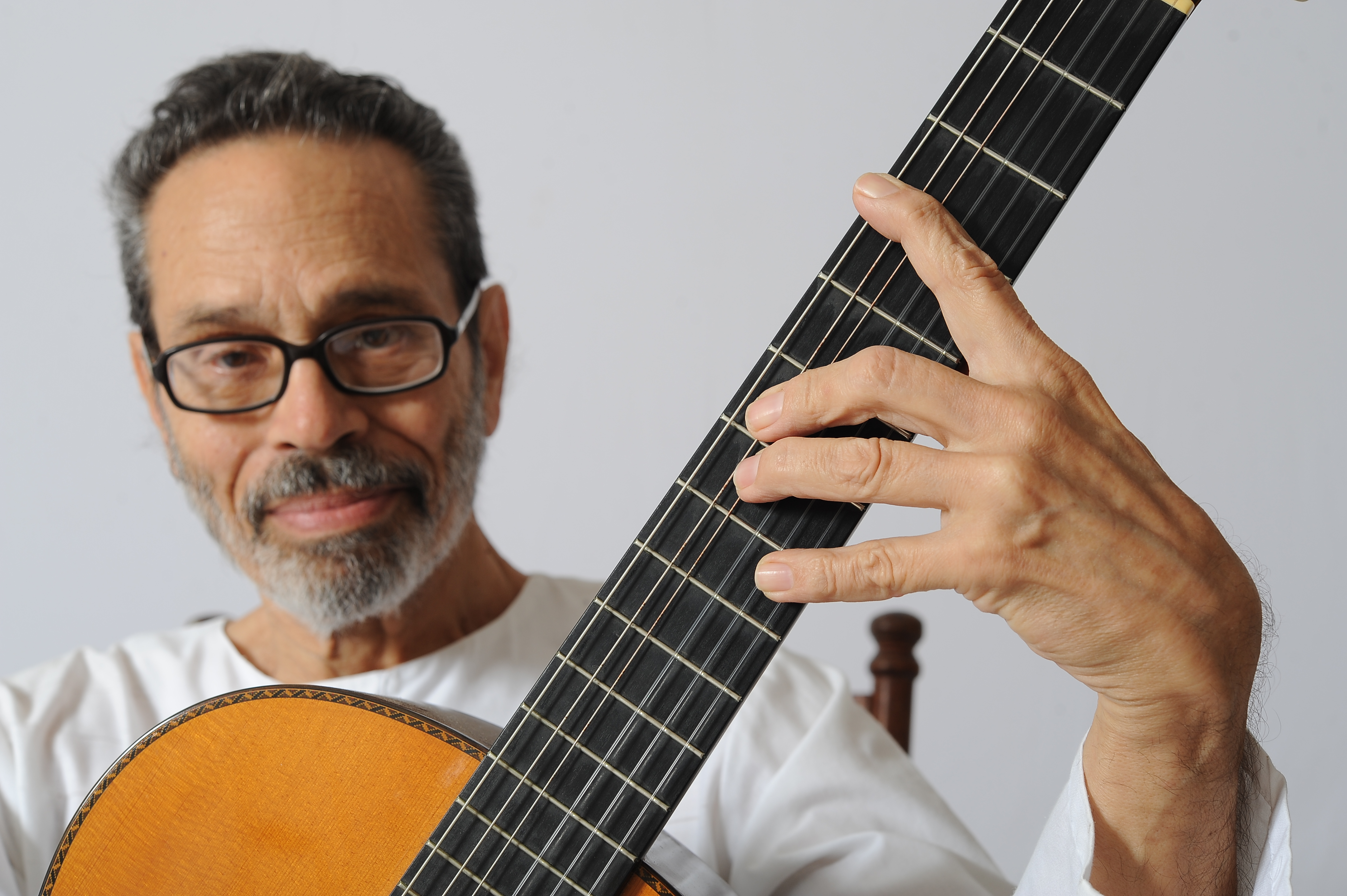
Leo Brouwer, 2015

Leo Brouwer, eigentlich Juan Leovigildo Brouwer Mesquida (* 1. März 1939 in Havanna), ist ein kubanischer Dirigent, Gitarrist, Percussionist, Komponist, Arrangeur und Musikpädagoge. Er ist einer der wichtigsten südamerikanischen Gitarrenkomponisten der Gegenwart. Zu seinen Werken gehören Kammermusik, Sinfonien und Instrumentalkonzerte. Außerdem komponierte er Filmmusiken zu ausgezeichneten Filmen wie Bittersüße Schokolade (1992) und Dem Himmel so nah (1995). Seine Tonschöpfungen reflektieren mitunter traditionelle afrikanische Musik. Er arbeitete mit den Gitarristen John Williams und Julian Bream zusammen. Breite Anerkennung fand er darüber hinaus bei Tōru Takemitsu und Hans Werner Henze. Zahlreiche internationale Auszeichnungen wurden ihm zuteil, so wurde er 2001 Ehrenmitglied der UNESCO und erhielt 2010 den renommierten ibero-amerikanischen Tomás-Luis-de-Victoria-Preis.

## Biographie

### Jugend, Anfänge
Er begann im Alter von 13 Jahren mit dem Gitarrenspiel, inspiriert durch das Hören von Flamenco-Musik und gefördert von seinem Vater Juan Brouwer, der neben seinem Beruf als Arzt auch selbst als Amateur Gitarre spielte, und seiner Tante Caridad Mezquida. Nach der Scheidung seiner Eltern wuchs er bei seiner Großmutter auf, durch die er mit seinem berühmten Großonkel Ernesto Lecuona in Kontakt kam. Sein erster Lehrer (von 1953 bis 1954) auf der Gitarre war Isaac Nicola, der wiederum bei Emilio Pujol gelernt hatte. Später besuchte er das Konservatorium Carlos Alfredo Peyrellade in Havanna.

### Erste Kompositionen
Leo Brouwer erlernte so das traditionelle Repertoire eines klassischen Gitarristen und hatte mit 17 Jahren seinen ersten öffentlichen Auftritt. Zu diesem Zeitpunkt trat bereits sein Interesse am Komponieren zutage, welches er sich zunächst autodidaktisch aneignete. Zu seinen ersten Arbeiten gehören Music und Suite aus dem Jahr 1954. Die Kompositionen Preludio (1956) und Fuga No. 1 (1959) waren stilistisch von Béla Bartók und Igor Strawinski beeinflusst.
Seine weitere Ausbildung erfolgte durch Stipendien in den USA, wo er bei Stefan Wolpe, Carl Bamberger und Vincent Persichetti an der Juilliard School of Music und bei Isadore Freed, Joseph Iadone und Edward Diemente an der Hartt School der University of Hartford (von 1959 bis 1960) Komposition studierte. Brouwer setzte sich auch mit experimentellen Strömungen auseinander. Dies zeigt sich zum Beispiel in der Elogio de la Danza (Huldigung an den Tanz), welche im Gegensatz zu seinen früheren Kompositionen einen stark dissonanten Charakter aufweist. Auch von der Verwendung kubanischer Rhythmen hat Brouwer in diesem Stück weitgehend Abstand genommen. Das Stück besteht aus zwei Sätzen: einem Lento und einem stark rhythmisch prägnanten Ostinato. Heute ist es weltweit eines der beliebtesten Stücke für Gitarre und Tänzer.

### Weitere Phasen
In der nächsten Phase entstanden Kompositionen wie Canticum und das Concerto No. 1 for Guitar and Orchestra, in denen seine Beschäftigung mit serieller Musik, Zwölftonmusik sowie modaler Musik deutlich wird. Er wurde durch moderne Komponisten wie Luigi Nono und Iannis Xenakis beeinflusst.
1970 spielte Brouwer bei der Uraufführung von Henzes Rezital für vier Musiker El Cimarrón im Rahmen der Berliner Festspiele die Gitarre. Gemeinsam mit Morton Feldman war er 1972 Stipendiat des DAAD in Berlin.
Die Musik aus der dritten Phase seines Schaffens macht einen minimalistischen Eindruck, was Brouwer selbst als Entwicklung eines modularen Systems beschreibt. Hierzu zählen Kompositionen wie El Decamerón Negro (1981, Sharon Isbin gewidmet) oder Hika „In Memorium Toru Takemitsu“ (1996).
Für den Gitarrenwettbewerb in Esztergom in Ungarn schrieb Brouwer das Stück Blue Skies and Smile, das er mit dem Bálint Bakfark Gitarrenorchester, welches aus 200 Gitarristen bestand, aufführte.

### Andere Aktivitäten

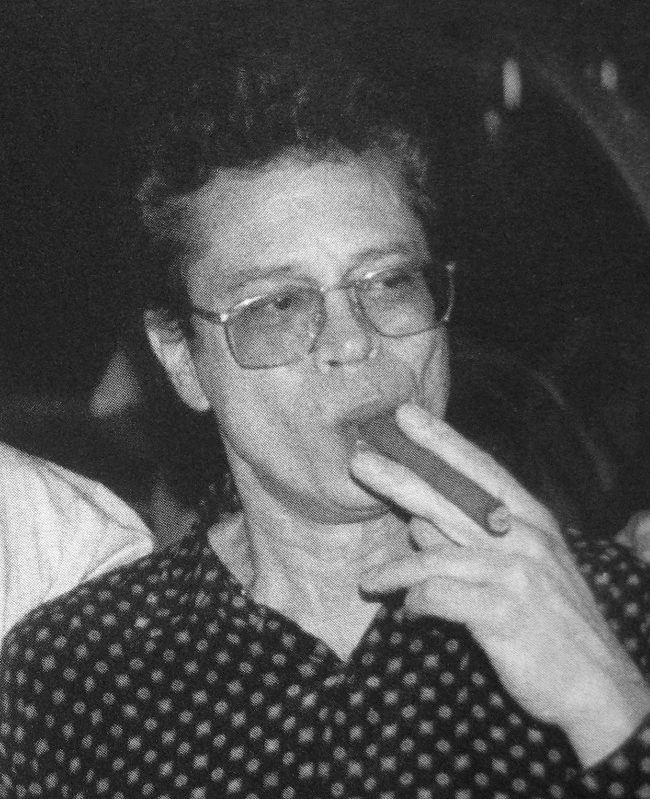
Leo Brouwer (Havanna 1998)

Daneben hat er technische Übungen für die Gitarre geschrieben (die zum gitarristischen Aufführungsrepertoire gehörenden insgesamt 20 Éstudios Sencillos), war als Arrangeur tätig und komponierte diverse Filmmusiken. Neben seinen Kompositionen für Gitarre schrieb er Kammermusik, Chorwerke, ein modernes Ballett, Stücke für Bläserensemble wie auch Orchesterwerke.
Darüber hinaus ist Leo Brouwer von 1960 bis 1961 als stellvertretender Musikdirektor am Radio Habana Cuba, Professor für Komposition (von 1961 bis 1967 am Nationalkonservatorium in Havanna), musikalischer Berater für das kubanische Fernsehen und Radio tätig gewesen, war Jury-Mitglied bei verschiedenen musikalischen Wettbewerben, hat mehrere internationale Preise erhalten, war Dozent der Akademie der Künste in Berlin und wurde 1987 Ehrenmitglied der UNESCO; im gleichen Jahr wie Isaac Stern und Alain Daniélou. Diese Ehre wurde bereits Yehudi Menuhin, Ravi Shankar, Herbert von Karajan und Joan Sutherland zuteil.
Er war Gründungsmitglied des Instituto Cubano del Arte e Industria Cinematográficos, dessen Musikdirektor er seit 1969 ist. Er gehörte hier, gemeinsam mit Silvio Rodríguez, Pablo Milanés, Sergio Vitier, der Gruppe für Tonexperimente an. Es setzte Standards in der lateinamerikanischen Film- und Popmusik. Brouwer selbst komponierte 60 Stücke, darunter La última cena (Das letzte Abendmahl, 1976) unter der Regie von Tomás Gutiérrez Alea sowie Like Water for Chocolate (Bittersüße Schokolade, 1993) und A Walk in the Clouds (Dem Himmel so nah, 1995) des Regisseurs Alfonso Arau.
Brouwer dirigierte Orchester auf der ganzen Welt. So gastierte er bei den Berliner Philharmonikern, dem Royal Scottish National Orchestra, dem BBC Chamber Orchestra, dem National Sinfonieorchester Mexikos, dem RAI Symphonie-Orchester, dem Orchestre Philharmonique de Liège, dem Ostbottnischen Kammerorchester Finnland und dem Staatlichen Symphonieorchester Istanbul. Er stand zehn Jahre dem Nationalen Sinfonieorchester Kubas vor und gründete und leitete von 1992 bis 2001 das Orchester Cordoba in Spanien.
Er arrangierte die Originalkompositionen von Scott Joplins Elite Syncopations und The Entertainer sowie John Lennons und Paul McCartneys Fool on the Hill.

## Auszeichnungen
- 1962 Korrespondierendes Mitglied der Real Academia de Bellas Artes de San Fernando in Madrid, Spanien
- 1982 Alejo Carpentier Medaille, Kuba
- 1984 Orden Félix Varela, Kuba
- 1989 Ehrenmitglied des Instituto Italo-Latinoamericano in Rom, Italien
- 1997 La Chitarra con amore in Mailand, Italien
- 1998 Manuel-de-Falla-Preis, Spanien und Kuba
- 1999 Felix-Varela-Orden erster Klasse, Kuba
- 1999 Nationalpreis für Musik, Kuba
- 2001 Ehrendoktor des Instituto Superior de Arte, Kuba
- 2001 Ehrenmitglied der UNESCO
- 2002 Großer Preis Cubadisco, Kuba
- 2003 Preisträger des Midem Classical Awards in Cannes, Frankreich
- 2005 Preis Cubadisco, Kuba
- 2007 Ehrendoktor der Universidad de Chile, Chile
- 2007 Orden Pablo Neruda in Santiago, Chile
- 2008 Premio Goffredo Petrassi de Composición in Zagarolo, Italien
- 2009 Nationaler Kinopreis, Kuba
- 2010 Tomás-Luis-de-Victoria-Preis, Spanien
- 2019 Auswärtiges Ehrenmitglied der American Academy of Arts and Letters[15]

## Werke für Gitarre

### Gitarre solo
- 1955 Suite No. 1 Antigua
- 1955 Suite No. 2
- 1956 Preludio
- 1957 Danza característica para el „Quítate de la Acera“
- 1959 Fuga No. 1
- 1959 Tres Apuntes
- 1964 Danza del Altiplano
- 1964 Elogio de la Danza
- 1968 Canticum
- 1968 Un Dia de Noviembre
- 1971 La Espiral eterna
- 1972 Estudios Sencillos (Nos. 1–5 und 6–10)
- 1973 Parábola
- 1974 Tarantos
- 1975 Cadences
- 1981 El Decamerón Negro
- 1981 Preludios Epigramáticos Nos. 1–6
- 1983 Estudios Sencillos (Nos. 11–20)
- 1984 Variations on a Theme of Django Reinhardt
- 1987 Paisaje Cubano con Campanas
- 1990 Sonata (komponiert für Julian Bream)[16]

• Fandangos y boleros
• Sarabanda de Scriabin
• Toccata de Pasquini
- 1993 Rito de los Orishás
- 1996 Hika: „In Memoriam Toru Takemitsu“
- 1996 Hoja de album
- 1996 Paisaje Cubano con Tristeza
- 1999 An Idea (Passacaglia por Eli)
- 2000 Viaje a la Semilla
- 2001 Nuevos Estudios Sencillos Nos. 1–10
- 2004 Omaggio a Prokofiev
- 2004 La Ciudad De Las Columnas
- 2008 Paisaje Cubano con fiesta
- Canción Triste
- Cantilena de los bosques dedicata a Roberto Fabbri
- Dos aires populares cubanos

• Guajira criolla
• Zapateado
- Exaedros 1
- Paisaje Cubano con lluvia
- Paisaje Cubano con rumba
- Piezas sin títulos Nos. 1–3
- Variantes
- Variations on a Piazzolla Tango
- Dos temas populares cubanos

• Drume negrita, cancion de cuna (Berceuse), nach einem Thema von Eliseo Grenet
• Ojos Brujos, nach einem Thema von Gonzalo Roig

### Gitarrengruppen

#### Gitarrenduo
- 1957–1958 Micropiezas. Hommage à Darius Milhaud
- 1958 Micropiezas No. 5
- 1964 Música incidental campesina, (Musik für Theaterstück El fantasma)
- Per Suonare a Due
- Triptoco

#### Gitarrenquartett
- Canciones remotas
- Toccata para cuatro o más guitarras
- Toccata
- Paisaje Cubano Con Rumba

#### Gitarrenorchester
- 1979 Acerca del cielo, el aire y la sonrisa

#### Gitarre und Streichquartett
- Quintett für Gitarre und Streichquartett

### Gitarre und Orchester
- 1958 Tres danzas concertantes
- 1983 Retrats Catalans
- 1985 From Yesterday to Penny Lane
- 1995 Concierto Omaggio a Paganini (Konzert für Gitarre und Violine)
- 2001 Concierto Itálico (Konzert für Gitarrenquartett und Streichorchester)

#### Konzerte für Gitarre /conciertos para guitarra
- 1972 Concierto p.g. No. 1
- 1981 Concierto p.g. No. 2 de Lieja
- 1986 Concierto p.g. No. 3 Elegiaco
- 1987 Concierto p.g. No. 4 de Toronto
- 1991 Concierto p.g. No. 5 de Helsinki
- 1997 Concierto p.g. No. 6 de Volos
- 1998 Concierto p.g. No. 7 „La Habana“
- 1999 Concierto p.g. No. 8 „Concierto Cantata de Perugia“
- 2002 Concierto p.g. No. 9 „de Benicassim“
- 2003 Concierto p.g. No. 10 „Book of Signs“ (Konzert für zwei Gitarren)
- 2007 Concierto p.g. No. 11 „de Requim (In memoriam Toru Takemitsu)“

## Andere Werke

### Solobesetzungen
- 1960 Sonata para cello solo (Cello)
- 1962 Variantes para un percusionista (Percussion)
- Diary Of An Alien-Flute Solo (Flöte)

### Ensemble / Kammermusik

#### Streichquartett
- Ballad for Flute and Strings
- 1961 Cuarteto de cuerdas No. 1, a la memoria de Bela Bartók
- Cuarteto de cuerdas No. 2
- Cuarteto de cuerdas No. 3
- Demeter Prelude

#### Andere
- 1970 Sonata pian e forte (Klavier und Aufnahmeband)
- 1970 Per Suonare a Tre (für Altflöte und Gitarre)
- 1983 Manuscrito antiguo encontrado en una botella (Klaviertrio)
- Canción de Gesta  (Kammerorchester)
- Sonata por Cor et Piano (Streicher und Klavier)
- Pictures of Another Exhibition (Streicher und Klavier)
- La Region Mas Transparente (Flöte und Klavier)
- Basso Continuo I (2 Clarinetten)
- La Vida Misma (Klavier, Violine, Cello und Percussion)
- 2009 Mitología de las Aguas (Sonata N° 1 für Querflöte und Gitarre) - Sef Albertz gewidmet

### Werke für Orchester
- 1984 Canciones remotas (Streichorchester)
- Symphonie No. 1 (Orchester)
- Remembrances (Orchester)
- Anima Latina (Orchester)
- Cadence Quatuor en Ré (Orchester)

#### Orchester mit Soloinstrumenten
- 1972 Balada, concierto para flauta y orquesta de cuerdas (Flöte und Streichorchester)
- 1972 Concierto para violín y orquesta (Violine und Orchester)
- 1981 Cancion de Gesta (For the Boat Loaded with the Future) (Symphonisches Blasorchester mit Piano)

### Chor
- Canciones Amatorias (para coro mixto, sobre textos de Federico García Lorca y José Hernández) (SATB-chor)

## Filmmusik
- 1960: Historias de la revolución
- 1965: Vaqueros del cauto
- 1966: Papeles son papeles
- 1966: Der Tod eines Bürokraten (La muerte de un burócrata)
- 1967: Die Abenteuer des Juan Quin Quin (Las aventuras de Juan Quin Quin)
- 1968: LBJ
- 1968: Hanoi, martes 13
- 1968: Memorias del subdesarrollo
- 1968: Lucía
- 1969: Despegue a las 18:00
- 1971: Die Schlacht der zehn Millionen (La bataille des dix millions)
- 1972: Una pelea cubana contra los demonios
- 1973: El extraño caso de Rachel K
- 1973: Der Mann von Maisinicú (El hombre de Maisinicú)
- 1975: Abril de Vietnam en el año del gato
- 1975: Ustedes tienen la palabra
- 1976: Ein Tag im November (Un día de noviembre)
- 1976: Kantate über Chile (La Cantata de Chile)
- 1976: La última cena
- 1977: Mi hermano Fidel
- 1977: Destino manifiesto
- 1978: Son o no son
- 1978: El recurso del método
- 1979: Die Überlebenden (Los sobrevivientes)
- 1979: Die Witwe des Montiel (La viuda de Montiel)
- 1980: La guerra necesaria
- 1980: Sonnabends ist immer Sonnenschein (No hay sábado sin sol)
- 1982: Una y otra vez
- 1982: Alsino und der Condor (Alsino y el cóndor)
- 1982: Cecilia
- 1983: Tiempo de amar
- 1983: Flüchtlinge aus der Todeshöhle (Los refugiados de la cueva del muerto)
- 1983: Die Windrose (La rosa de los vientos)
- 1983: Bis zu einem gewissen Punkt (Hasta cierto punto)
- 1984: Die zweite Chance des Esteban Zayas (La segunda hora de Esteban Zayas)
- 1985: Cuando una mujer no duerme
- 1985: Wilde Hunde (Jíbaro)
- 1985: Amada – Junge Frau aus Havanna (Amada)
- 1985: Zeit zu sterben (Tiempo de morir)
- 1992: Bittersüße Schokolade (Como agua para chocolate)
- 1995: Un héroe se hace a patadas
- 1995: Dem Himmel so nah (A Walk in the Clouds)
- 1998: Mátame mucho
- 2002: Ficción sin ficción
- 2003: Memorias de Lucía
- 2004: Lucía y el tiempo
- 2004: La persistencia de la memoria
- 2005: Kordavision

## Aufnahmen
- De Bach a Los Beatles (EGREM)[17]
- La obra guitarrística de Leo Brouwer. Vol. I. Brouwer por Brouwer. (EGREM)[18]
- La obra guitarrística de Leo Brouwer. Vol. II. Brouwer intérprete. (EGREM)[19]
- La obra guitarrística de Leo Brouwer. Vol. III. Re-creaciones. (EGREM)[20]
- La obra guitarrística de Leo Brouwer. Vol. IV. Conciertos para guitarra y orquesta. (EGREM)[21]
- La obra guitarrística de Leo Brouwer. Vol. V. Brouwer por los maestros Rey Guerra y Joaquín Clerch. (EGREM)[22]
- La obra guitarrística de Leo Brouwer. Vol. VI. Presencia en el Festival Internacional de guitarra… (EGREM)[23]
- La obra guitarrística de Leo Brouwer. Vol. VII. Ensambles con guitarras. (EGREM)[24]
- La obra guitarrística de Leo Brouwer. Vol. VIII. Actuaciones memorables. (EGREM)[25]
- Leo Brouwer Collection Vol. 1–6[26]
- Antología selecta, Vols. 1–3. (EGREM – Parnaso)

## Trivia
Eine umfangreiche Werkausgabe hat der Verlag Editions Max Eschig in Paris herausgegeben.
Der Heavy-Metal-Gitarrist Randy Rhoads zitiert die sechste der Estudios Sencillos als Einleitung zu „Diary of a Madman“ auf Ozzy Osbournes gleichnamigem Album.